# Pronúncias fonadas
Pronúncias fonadas São pronúncias de viva voz, em dicionários eletrônicos, seja on-line, seja em CD-ROM. Trata-se, portanto, de um complemento da pronúncia fonética, via alfabeto fonético, onde a representação por escrito da pronúncia é completada pelo seu respectivo som ou pronúncia de viva voz. Como em pessoas adultas o aparelho auditivo – seja ao vivo ou através de pronúncias fonadas –  não capta com perfeição uma pronúncia tal como ela é na realidade (isto é, sotaque original, intonação da frase, pronúncia perfeita etc), uma representação escrita de tal pronúncia é de muita valia para o aprendiz de uma língua estrangeira. No entanto, através de um curso de fonoaudiologia, um adulto pode, com o tempo, adquirir uma audição perfeita, tal qual ocorre naturalmente com crianças.